# 抗河蟹大聯盟
抗河蟹大聯盟是一個由香港社工及社福機構組成的聯盟，目的是抗議香港政府對社福機構作出政治干預。

## 成立源起
抗河蟹大聯盟成立之源起為謝世傑事件。2009年香港特別行政區政府民政事務局局長曾德成，涉嫌以其局長身份，向香港基督教女青年會施壓，導致大澳社工謝世傑收警告信及被調職。香港社褔界對此個案極為關注，2009年8月20日宣佈成立抗河蟹大聯盟；2009年9月20日，超過一千名社工上街遊行，抗議曾德成以和諧為名打壓社工服務。

## 成員名單
- 大澳文化工作室
- 大澳居民組織
- 大澳居民權益關注組
- 大澳環境及發展關注協會
- 正言匯社
- 立法會（社福界）張國柱議員辦事處
- 同根社
- 社區及院舍照顧員總工會
- 社區發展陣線
- 社會福利機構員工會
- 前線福利工作員工會
- 香港政策透視
- 舊區重建聯席
- 香港心理衛生會職員會
- 香港明愛員工會
- 香港社會工作者總工會
- 香港社會工作學生聯會
- 香港青年協會職員會
- 香港復康機構工場導師會
- 香港職工會聯盟
- 香港關懷弱勢社群青年聯席
- 舊區租客大聯盟
- 街工職工會
- 群福婦女權益會
- 鍾鍚熙長洲安老有限公司員工協會
- 關注綜援檢討聯盟
- 神託會社會服務部職工會
- 婦女貧窮關注會
- 基層社工
- 香港心理衛生會職工會